# Hersilia hildebrandti
Hersilia hildebrandti là một loài nhện trong họ Hersiliidae.
Loài này thuộc chi Hersilia. Hersilia hildebrandti được miêu tả năm 1878 bởi Karsch.